# روبن تر-هاروتوتیونیان
روبن تر-هاروتوتیونیان (انگلیسی: Rouben Ter-Arutunian; ۲۴ ژوئیهٔ ۱۹۲۰ – ۱۷ اکتبر ۱۹۹۲) یک طراح صحنه و لباس رقص، اپرا، نمایش و تلویزیون اهل ارمنستان بود. وی بین سال‌های ۱۹۴۰ تا ۱۹۸۰ میلادی فعالیت می‌کرد. وی بین سال‌های ۱۹۳۹ تا ۱۹۴۱ در مدرسه ریمان هنر و طراحی برلین تحصیل نمود. در سال ۱۹۵۹ برنده جایزه تونی بهترین طراحی لباس برای موزیکال Redhead شد.
جایزهٔ آنتوانت پری برای درخشش در هنر نمایش، یا با نام شناخته‌شده‌تر آن جایزهٔ تونی (Tony Award)، به بازشناسی دستاوردهای تئاتر زندهٔ آمریکایی می‌پردازد. این جایزه‌ها طبق مراسمی سالانه در نیویورک از سوی انجمن تئاتر آمریکا (سازمان بال تئاتر آمریکا) و انجمن صنفی لیگ برادوی اعطا می‌شود.

## آثار برادوی (برگزیده)
- قیاس برای قیاس (۱۹۵۷)
- گذری به هند (۱۹۶۲)